# 米契爾·史密斯
米契爾·丹尼爾·史密斯（英語：Mitchell Daniel Smith，1997年10月28日—）為美國男子籃球運動員，最後效力於台灣職業籃球大聯盟桃園台啤永豐雲豹。

## 早年
2015年9月，史密斯承諾就讀密苏里大学。2015年11月，史密斯與密苏里大学簽署全國意向書。2016年4月，史密斯獲選為阿肯色州年度球員。
2017年1月，史密斯的大學菜鳥賽季在出賽11場以後，因左膝前十字韌帶受傷而報銷。2017-18賽季史密斯披上紅衫養傷。2020-21賽季結束後史密斯放棄大學額外一年參賽資格，於2021年4月與經紀公司簽約。

## 職業生涯
2021年7月，史密斯與北雪平海豚簽下首份職業合約。11月17日，由於有其他球隊向史密斯提出報價，北雪平海豚終止與史密斯的合約。11月19日，史密斯與新考蓬基鯊魚簽約至賽季結束。
2022年6月，佐洛埃格塞格簽下史密斯。2023年7月，史密斯加入卡爾季察。2023年12月，史密斯遭遇膝蓋重傷導致賽季報銷，留下出賽九場，場均11.2分、5.7籃板、1.4助攻的表現。
2024年11月，史密斯至台灣職業籃球大聯盟桃園台啤永豐雲豹測試練球。12月6日，桃園台啤永豐雲豹簽下史密斯。2025年1月13日，桃園台啤永豐雲豹與史密斯達成離隊共識，史密斯總計出賽五場，平均6.8分、6.4籃板。1月29日，國家籃球聯盟博泰夫格勒巴爾幹簽下史密斯。但史密斯的膝蓋出現傷勢，球隊取消與史密斯的合約，他不曾代表球隊出賽過。

## 外部連結
- 米契爾·史密斯在台灣職業籃球大聯盟
- 米契爾·史密斯在Sports-Reference.com（NCAA）（英语）
- 米契爾·史密斯在Eurobasket.com（球員）（英语）
- 米契爾·史密斯在RealGM（英语）
- 米契爾·史密斯在Proballers（英语）
- 米契爾·史密斯在Flashscore（英语）